# داش‌باشی (خوجالی)
داش‌باشی (به لاتین: Daşbaşı) یک منطقهٔ مسکونی در جمهوری آذربایجان است که در شهرستان خوجالی واقع شده‌است.